# Imbaimadai Airport
Imbaimadai Airport är en flygplats i Guyana.   Den ligger i regionen Cuyuni-Mazaruni, i den nordvästra delen av landet, norr om Imbaimadai. Imbaimadai Airport ligger 506 meter över havet.
Terrängen runt Imbaimadai Airport är kuperad åt sydost, men åt nordväst är den platt. I omgivningarna runt Imbaimadai Airport finns i huvudsak savann.